# Trochosa minima
Trochosa minima este o specie de păianjeni din genul Trochosa, familia Lycosidae. A fost descrisă pentru prima dată de Roewer, 1960. Conform Catalogue of Life specia Trochosa minima nu are subspecii cunoscute.